# Седлецкий Починок
Седле́цкий Почи́нок — деревня  в  Смоленской области России,  в Ельнинском районе. По состоянию на 2007 год постоянного населения не имеет. Расположено в юго-восточной части области  в 10  км к юго-востоку от города Ельня, в 6 км восточнее автодороги Р137 Сафоново — Рославль. В 9 км к северу от деревни станция Калошино на железнодорожной ветке Смоленск – Сухиничи. Входит в состав Мутищенского сельского поселения.
История
Согласно планам дач генерального и специального межевания, 1746-1917 гг. (коллекция) Смоленская губерния ельнинский уезд,  д. Седлецкий починок  - это одна из частей  д. Задний Починок (Ельнинского уезда Смоленской губернии) которая межевалась 11 августа 1776 г., межи утверждены в 1860 гг.:
1 часть Заднего Починка принадлежала гувернскому секретарю Ивану Николаевичу Седлецкому,  в честь него эта часть починка названа Седлецкий Починок , владение Седлецкого И. Н. - 39 душ мужского пола, 394 десятин земли.
2 часть Заднего Починка принадлежала титулярной советчице Авдотье Осиповне Плескачевской, владение Плескачевской А. О. - 8 душ мужского пола, 52 десятины земли.
3 часть Заднего Починка принадлежала майорше Ольге Демьяновне Ширмо-Щербинской, поэтому эту часть заднего Починка называли Щербинщина,  владение Ширмо-Щербинской О. Д. - 16 душ мужского пола, 86 десятин земли.
Первое упоминание о деревне Задний Починок 09.01.1621 года, Князь Тимофей Иванович ИНГИЛЬДЕЕВ королевский дворянин, получил привилей Сигизмунда III 9.01.1621 г., который утвердил за ним и братом кн. Семеном в вечное ленное владение село Сутоки, д. Кульяново, починки: Соплово, Серый, Маять, Клементеев, Пухниково, Левков, Купкин, Власов, в Катынской волости Смоленского уезда. Кроме того, князь Тимофей имел в Белицкой волости Смоленского уезда д. Шеволево, д.Задний Починок, д.Средний Починок, починки: Горн, Веславье, Белянино, Лютонино. (ранее переданные им королевскими комиссарами «до воли и ласки» короля). Умер до 1650 г., когда в списке владельцев имений, плативших подымный налог, упоминается его жена Елена Лаврентьевна урожденная Корсакова.
До XX века вновь образованные сельские поселения называли Починками, по всей видимости эта деревня принадлежала в прошлом полякам Седлецким, которые упоминаются в списке осаждённых в Смоленске в 1654 году царём Алексеем Михайловичем ляхов.
.